# Sheila Jordan
Sheila Jeannette Jordan-Dawson (Detroit (Michigan), 18 november 1928 – New York, 11 augustus 2025) was een Amerikaanse jazzzangeres.

## Biografie
Dawson begon reeds als kind te zingen en trad op in verschillende clubs in Detroit. Later was ze lid van het zangtrio Skeeter, Mitch and Jean. Begin jaren 1950 verhuisde ze naar New York, waar ze trouwde met Duke Jordan, de pianist van de band van Charlie Parker. Ze studeerde bij Charles Mingus en Lennie Tristano.
Begin jaren 1960 ontstonden haar eerste plaatopnamen, waaronder The Outer View van George Russell met een beroemd geworden versie van het nummer You Are My Sunshine en haar album Portrait of Sheila met Barry Galbraith, Steve Swallow en Denzil Best bij Blue Note Records, waarop ze een standard-programma uit nummers als I'm a Fool to Want You, Let's Face the Music and Dance en Dat Dere van Bobby Timmons vertolkt.
Later trad ze vaak op in kerken met liturgische jazzzang, was ze te horen in bands van de trombonist Roswell Rudd, deels in duet met Jeanne Lee, en was ze betrokken bij Escalator over the Hill van Carla Bley. Midden jaren 1970 werkte ze regelmatig met Roswell Rudd. In 1977 nam ze een album op met Arild Andersen. In 1982 ontstond in samenwerking met de bassist Harvie Swartz het duoalbum Old Time Feeling. Eind jaren 1970 liet ze zich begeleiden door het trio van de pianist Steve Kuhn, met wie ze meerdere albums opnam. George Gruntz haalde haar als zangeres voor talrijke van zijn projecten regelmatig naar Europa. Ook Egil Kapstad prefereerde haar als zangeres.  In 1998 nam ze met het Steve Kuhn Trio (met Kuhn, David Finck, Billy Drummond en Theo Bleckmann) het ter gedachtenis aan Charlie Parker en Billy Drummond gewijde album Jazz Child op. Op het in 2003 verschenen debuutalbum Here and How van Cameron Brown werd duidelijk, dat haar zang nog steeds experimenteel gekenmerkt was.
Jordan gaf vanaf 1978 jazzworkshops aan het City College of New York, was ze met Jay Clayton betrokken bij de zomerprogramma's van Jazz in July aan de University of Massachusetts en onderwees ze aan de Stanford University. Tot haar leerlingen behoorden onder andere de zangeressen Judi Silvano, Marya Lawrence en Sabine Kühlich. In 2011 ontving ze het Jazz Masters Fellowship van de NEA-stichting en op 13 januari 2016 werd ze als derde vrouw (na Christa Ludwig en Gundula Janowitz) en als derde persoonlijkheid uit de jazzwereld (na Art Farmer en Joe Zawinul) tot erelid benoemd van de Kunst-Universität Graz, hetgeen ze vierde met Karheinz Miklin tijdens een feestconcert in het Weense Jazzland. In 2019 treedt ze op als duo met de bassist Cameron Brown.
Jordan overleed op 11 augustus 2025 op 96-jarige leeftijd.